# Jean Lemière
 (avril 2025).
Pour les articles homonymes, voir Lemière.
Jean Lemière, né le 9 octobre 1946 à Cherbourg (Manche), est un homme politique français, membre de l'UMP. 

## Biographie
Diplômé de lettres modernes, il est professeur à Honfleur puis à Cherbourg, tout en militant à la SGEN-CFDT. Il obtient l'agrégation en 1990, et enseigne à l'IUT Cherbourg-Manche à sa création, comme professeur puis en tant que directeur, en 1992.
En 2001, il est investi par le RPR pour être candidat à la mairie de Cherbourg-Octeville, mais est battu par Bernard Cazeneuve, premier adjoint au maire, tout en entrant au conseil général de la Manche (canton de Cherbourg-Octeville-Nord-Ouest), duquel il est vice-président depuis 2004, chargé de la dynamisation du bassin d'emploi du Cotentin. Un an plus tard, il retrouve le même adversaire aux législatives. Cette fois, il sort vainqueur, quittant alors son siège de chef de l'opposition municipale. Il est élu député le 16 juin 2002, pour la XIIe législature (2002-2007), dans la 5e circonscription de la Manche. Au Palais Bourbon, il siège à la Commission de la Défense nationale et des Forces armées.
Candidat à sa réélection aux élections législatives en juin 2007, Jean Lemière retrouve face à lui de nouveau, Bernard Cazeneuve, et perd son siège le 17 juin 2007. Il décide alors de ne pas se lancer à la conquête de la mairie de Cherbourg-Octeville en 2008, au profit du renouvellement de son mandat de conseiller général aux cantonales de 2008, et démissionnant, pour s'y consacrer, de son rôle de délégué de circonscription UMP en novembre 2007, au profit de David Margueritte, devenu nouveau chef de file de la droite locale. À la suite d'un différend avec Hervé Corbin, ancien colistier lors de la campagne municipale de 2001 qui lui a succédé à la tête de l'opposition municipale entre 2002 et 2008, il décide de se porter finalement candidat aux municipales comme aux cantonales. Jean Lemière obtient la désignation officielle de son parti pour les deux élections, tandis que les élus de la droite cherbourgeoise soutiennent celle d'Hervé Corbin, suspendu de ce fait. 
Jean Lemière perd au premier tour des municipales contre Bernard Cazeneuve, et au second des cantonales contre Jean-Michel Houllegatte, et démissionne rapidement du conseil municipal. Il a été également chargé de mission auprès de la Direction générale de l'Armement.

## Mandats
- 19 mars 2001 - 10 juillet 2002 : Membre du conseil municipal de Cherbourg-Octeville (Manche)
- 18 mars 2001 - mars 2008 : Membre du Conseil général de la Manche - vice-président, chargé de la dynamisation du bassin d'emploi du Cotentin entre 2004 et 2008.
- 19 juin 2002 - 19 juin 2007 : Député - Membre de la commission de la défense, vice-président du groupe d'amitié entre la France et le Portugal, et membre des groupes d'amitié entre la France, l'Argentine, l'Irlande et le Sénégal.
- Président de la Commission spéciale et permanente d'information (CSPI) près de l'établissement Areva NC la Hague
- mars-juillet 2008 : élu d'opposition de Cherbourg-Octeville